# معصومة علي المطاوعة
الدكتورة معصومة علي المطاوعة، كاتبة في مجال الصحافة والرواية والقصة القصيرة والدراما التلفزيونية. أستاذ مشارك بقسم الرياضيات والعلوم بكلية البحرين للمعلمين في جامعة البحرين، حائزة على زمالة أكاديمية التعليم العالي بالمملكة المتحدة. الدكتورة معصومة عضو ناشط في عدد من المنتديات الثقافية وعضو بارز بالمنظمة الدولية للفن الشعبي IOV.

## النشأة والتعليم
ولدت الدكتورة معصومة المطاوعة في حي البنعلي في المحرق عام 1977، وعاشت كل طفولتها بين أزقة المحرق، حيث انتقلت مع والديها للعيش في حي المعاودة لاحقاً عام 1992، وظلت تسكن في ذلك الحي إلى أن تزوجت وانتقلت للعيش في سند ولديها اليوم بنتين وولد. كما أكملت تعليمها المدرسي في التعليم النظامي الحكومي في مدارس المحرق من مدرسة مريم بنت عمران الابتدائية للبنات، إلى مدرسة خديجة الكبرى الاعدادية للبنات، وأخيرا مدرسة الاستقلال الثانوية للبنات، حيث حصلت منها على شهادة الثانوية العامة بالمسار العلمي في تخصص الفيزياء والرياضيات في عام 1995. وطوال مشوارها التعليمي الممتد من أوائل تسعينيات القرن الماضي، أحرزت الدكتورة معصومة المطاوعة مجموعة الشهادات العلمية التالية:
- شهادة بكالوريوس العلوم من جامعة البحرين عام 2000، تخصص رياضيات، تخصص فرعي: التربية وعلوم الحاسب الآلي.
- شهادة الدبلوم العالي في التربية من جامعة القديس يوسف في لبنان عام 2002، في مناهج وطرق تدريس الرياضيات.
- درجة الماجستير في التربية من جامعة القديس يوسف في لبنان عام 2005، في مناهج وأساليب تدريس الرياضيات. حيث كانت رسالتها بعنوان: أسباب التحصيل الأكاديمي المنخفض في مادة الرياضيات لطلاب الصف التاسع في مملكة البحرين.
- درجة الدكتوراه في فلسفة التربية من جامعة القاهرة في جمهورية مصر العربية عام 2010، تخصص مناهج وطرق تدريس الرياضيات، حيث كانت رسالتها بعنوان: تطوير مناهج الرياضيات في مدارس المستقبل في مملكة البحرين في ضوء معايير الجودة الشاملة: تصور مقترح لدور الإدارة المدرسية في التطوير.
- شهادة الدراسات العليا للممارسة الأكاديمية من جامعة البحرين عام 2015.
- زمالة أكاديمية التعليم العالي بالمملكة المتحدة عام 2015.

## محطات عملية
- (2000): حصلت على التدريب الميداني في مجال تدريس مادة الرياضيات في مدرسة خولة الثانوية للبنات.
- (2000-2001): عملت في مجال تدريس الرياضيات للمرحلة الابتدائية والإعدادية في مدرسة النسيم الدولية الخاصة.
- (2001-2011): عملت في مجال تدريس الرياضيات للمرحلة الابتدائية والإعدادية والثانوية في مدرسة بيان البحرين النموذجية الخاصة. حيث كانت تقوم بتدريس مناهج PYP, MYP, IGCSE  بالإضافة إلى مناهج البكالوريا الدولية IB.
- خلال عملها كرئيس قسم الرياضيات للمرحلة الإعدادية بمدرسة بيان البحرين النموذجية، عملت الدكتورة معصومة المطاوعة على تطوير مناهج الرياضيات للقسم، كما قامت بتصميم وتطوير برنامج تدريس خاص لطلاب الرياضيات منخفضي التحصيل الدراسي أو المتعثرين، بالإضافة إلى تطوير نظام الاختبارات والتقويم في المدرسة.
- (2011-الوقت الحالي): التحقت للعمل في كلية البحرين للمعلمين كأستاذ مساعد في قسم الرياضيات والعلوم وتكنولوجيا الاتصال والمعلومات، حيث قامت بتدريس الكثير من المقررات الأكاديمية والمهنية في مختلف برامج الكلية سواء في البكالوريوس أو الدبلوم العالي. مثل مقررات الرياضيات كالهندسة والجبر والاحتمال، ومقررات مناهج وطرق تدريس الرياضيات، مقررات تربوية عامة كالقياس والتقويم، إعداد خطط الدروس والمواد التعليمية، إعداد الاختبارات، كما تولت الإشراف على الطلبة المعلمين أو المعلمين المتدربين في المدارس، والإشراف على بحوث المدراء والمدراء المساعدين في برنامج القيادة التربوية في الكلية.
- (2015-2016): شغلت منصب منسق التطوير المهني في الكلية، حيث شملت مهامها تنظيم لقاءات بحثية وورش عمل أسبوعية لأعضاء هيئة التدريس بالكلية.
- (2016-2018): شغلت منصب منسق برنامج الدراسات العليا في التربية بكلية البحرين للمعلمين، حيث كانت تشرف على سير البرنامج بتخصصاته المختلفة (اللغة العربية، اللغة الإنجليزية، الرياضيات، العلوم، الحاسب الآلي)، بالإضافة إلى قيامها بالإشراف على تطوير البرنامج وطرحه بصورة مطورة.
- (2016-2018): شغلت منصب منسق مشاريع التخرج في الكلية لمرحلتي البكالوريوس ودبلوم الدراسات العليا في التربية.
- (2018-الوقت الحالي): تشغل منصب رئيس قسم برامج إعداد المعلمين في الكلية. حيث شملت مهامها الإشراف على سير كافة برامج الكلية (التمهيدي، البكالوريوس، دبلوم الدراسات العليا في التربية، دبلوم القيادة التربوية)، الإشراف على برامج التدريب العملي في المدارس لمراحل البكالوريوس ودبلوم الدراسات العليا في التربية، الإشراف على مشاريع التخرج لكافة البرامج، بالإضافة إلى الإشراف على الخدمات الأكاديمية في الكلية كالإرشاد الأكاديمي والتسجيل ونظام الامتحانات.
- (2018- الوقت الحالي): شغلت منصب ممثل المكتب الرئاسي للمنظمة الدولية للفن الشعبي في البحرين. حيث تشمل مهامها التنسيق الإعلامي واللوجستي بين المكتب الرئاسي في البحرين وبين رؤساء فروع الدول الـ135 الأعضاء في المنظمة.

## المؤلفات العلمية والأدبية
- 2000: أصدرت قصص قصيرة باللغة العربية بعنوان «و تحطمت القيود».
- 2002: أصدرت قصص قصيرة باللغة العربية بعنوان «ويحها من غفلة».
- 2002: أصدرت قصص قصيرة باللغة العربية بعنوان «لن يعيد التاريخ نفسه».
- 2004: أصدرت قصص قصيرة باللغة العربية بعنوان «الأصابع المحترقة».
- 2004: أصدرت قصص قصيرة باللغة العربية بعنوان «الفستان المشؤوم».
- 2006: أصدرت قصص قصيرة باللغة العربية بعنوان «في ذاكرتي زوجة».
- 2006: أصدرت قصص قصيرة باللغة العربية بعنوان «أنثى في رجل».
- 2010: أصدرت قصص قصيرة باللغة العربية بعنوان «ظل لا تسعه الشمس».
- 2016: أصدرت نصا سرديا بعنوان «القلعة الملعونة» في كتاب أكاديمي للناطقين بغير العربية بعنوان (Advance Arabic Literary Reader) والذي نشرته دار روتليدج البريطانية للنشر، واعتمدته جامعة ييل بالولايات المتحدة الأمريكية كمنهج تعليمي.
- 2017: أصدرت كتاباً بعنوان «تطوير مناهج الرياضيات في مدارس المستقبل في البحرين» نشرته دار لامبرت للنشر الأكاديمي في ألمانيا.

## الأبحاث والمشاركات العلمية

### ‌أ. الأبحاث والدراسات
- مايو 2014: كتبت دراسة بحثية بعنوان «العلاقة بين الاتجاه نحو الرياضيات والتحصيل الدراسي في مدارس البحرين الابتدائية»، كمؤلف منفرد في مجلة (Journal of Teaching and Education)، المجلد الثالث، رقم 3، صفحة (37-44)، رقم التسلسل الدولي الموحد 2165- 6266، الولايات المتحدة الأمريكية.
- مايو 2015: كتبت دراسة بحثية بعنوان «محددات العوامل الوجدانية في التحصيل الدراسي في الرياضيات: إستراتيجية نمذجة المعادلة الهيكلية»، كمؤلف مشارك في مجلة (Journal of Studies in Education))، المجلد الخامس، رقم 2، صفحة (199-211)، التسلسل الدولي الموحد 2162- 6952، مركز ماكروثينك، الولايات المتحدة الأمريكية
- 28 أكتوبر 2015: كتبت دراسة بحثية مموّلة من قبل جامعة البحرين بعنوان «تأثير القلق من الرياضيات على التحصيل الدراسي لدى طلاب المدارس الإعدادية والثانوية»، كمؤلف رئيسي في مجلة (Journal of International Education Studies)، المجلد الثامن، رقم 11، صفحة (239-252)، التسلسل الدولي الموحد 1913- 9039، المركز الكندي للعلوم والتربية، كندا
- 30 أبريل 2016: كتبت دراسة بحثية بعنوان «تأثير ممارسة استراتيجيات الحساب الذهني على الكفاءة الحسابية للمعلمين»، كمؤلف رئيسي في مجلة (International Journal of Education & Literacy Studies)، المجلد الرابع، رقم 2، صفحة (1-12)، رقم التسلسل الدولي الموحد 2202-9478، المركز الأكاديمي الأسترالي الدولي، أستراليا
- 22 سبتمبر2017: كتبت دراسة بحثية بعنوان «تقصي المشاركة التعليمية والتنظيم الذاتي والإنجاز في الرياضيات والعلوم بين طلاب المرحلة الثانوية في البحرين» كمؤلف رئيسي في مجلة (International Electronic Journal of Mathematics Education)، المجلد الثاني عشر، رقم 6، صفحة (633-653)، روسيا رقم التسلسل الدولي الموحد 13063030
- من 15 إلى 17 أكتوبر 2018: كتبت دراسة بحثية بعنوان “تحليل قدرات خريجي الثانوية العامة في الرياضيات ضمن وقائع مؤتمر الاستدامة والمرونة"، والذي تم تنظيمه من قبل جامعة البحرين في فندق آرت روتانا بجزيرة أمواج في مملكة البحرين في الفترة، على الموقع الإلكتروني: https://knepublishing.com/index.php/Kne-Social/article/view/3101/6544#I1.
- 26 يناير 2018: كتبت دراسة بحثية بعنوان «إنجاز الطلاب في الرياضيات والعلوم: كيف تؤثر العزيمة والمواقف؟»، كمؤلف رئيسي في مجلة (Journal of International Education Studies)، المجلد الحادي عشر، رقم 2، صفحة (97-105)، المركز الكندي للعلوم والتربية، كندا
- 30 أغسطس 2019: كتبت دراسة بحثية بعنوان «مهارات الفهم المفاهيمي والمعرفة الإجرائية وحل المشكلات في الرياضيات: تحليل العمل ونقاط الاستشراف لخريجي الثانوية العامة» كمؤلف رئيسي في مجلة (International Journal of Education and Practice)، المجلد السابع، رقم 3، صفحة (258-273)، الرقم التسلسلي  الموحد الإلكتروني 2310-3868، الرقم التسلسلي الموحد الورقي 2311-6897، دار كونشينشا للنشر، معرف الأغراض الرقمي: 10. 18488/العدد 61 . 2019 . 73 . 258 . 273
- 7 أغسطس 2019: كتبت دراسة بحثية بعنوان «مبادرات لاجتياز معدل 500 نقطة في امتحان دراسة الاتجاهات الدولية في الرياضيات والعلوم (TIMSS) من خلال المناهج وتنمية المعلمين واستراتيجيات التدريس» كمؤلف رئيسي في مجلة (International Journal of Education and Practice)، المجلد السابع، رقم 3، صفحة (200-215)، الرقم التسلسلي  الموحد الإلكتروني 2310-3868، الرقم التسلسلي الموحد الورقي 2311-6897، دار كونشينشا للنشر، معرف الأغراض الرقمي: 10. 18488/العدد 61 . 2019 . 73 . 200 . 215

### ‌ب. المؤتمرات العلمية
- (24 مارس 2012): قدمت عرض لبحث في مؤتمر التعليم المقارن الذي نظمته جامعة البحرين بمملكة البحرين بعنوان (إستراتيجية الحساب الذهني).
- (2-5 أبريل 2012): قدمت ورشة عمل بعنوان (حل ألغاز تعلم الرياضيات باللغة العربية) في ويلز في بريطانيا.
- (1-4 ديسمبر 2013): قدمت ورقة عمل بعنوان «العلاقة بين الاتجاه نحو الرياضيات والتحصيل الدراسي في مدارس البحرين الابتدائية»، في المؤتمر الدولي للعلوم والفنون في فرايبورغ في ألمانيا.
- (4-6 يونيو 2015): قدمت دراسة بحثية مموّلة من قبل جامعة البحرين بعنوان «تأثير القلق من الرياضيات على التحصيل الدراسي لدى طلاب المدارس الإعدادية والثانوية» في المؤتمر الدولي «إعادة تصميم التعليم» في المعهد السنغافوري المحلي، في سنغافورة.
- (9 مايو 2017): قدمت ورقة بحث في جلسة ندوة لأعضاء هيئة التدريس في كلية المعلمين بعنوان (الممارسة في سبيل مهارة حساب عقلي أفضل).
- (10 يونيو - 2 يوليو 2017): قدمت ورقة بعنوان (دراسة آثار العزم والمواقف على تحصيل الرياضيات والعلوم بين طلاب المرحلة الثانوية في البحرين) خلال فعاليات المؤتمر الأوروبي للتعليم (ECE): «التعليم من أجل التغيير»، في مدينة برايتون بالمملكة المتحدة.
- (15 - 17 أكتوبر 2018): قدمت عرض لبحث في مؤتمر إجراءات الاستدامة والمرونة الذي نظمته جامعة البحرين في فندق آرت روتانا في جزيرة أمواج بمملكة البحرين بعنوان (تحليل القدرات الرياضية لخريجي الثانوية العامة).
- (25 -27 مارس 2019): قدمت ورقة بعنوان (مبادرات الانضمام إلى معدل 500 نقطة في امتحان دراسة الاتجاهات الدولية في الرياضيات والعلوم TIMSS): المناهج والتدريس المدرسي) في المؤتمر الآسيوي للتعليم والتنمية الدولية (ACEID2019) في مدينة طوكيو باليابان.

## الأعمال الصحفية والفنية

### ‌أ. الكتابات الصحفية
- (1993): كتبت أول مقال لها في مجلة البحرين الثقافية بعنوان «تنمية الإبداع عند الطفل».
- (1997): كتبت مجموعة من القصص القصيرة في مجلة «هنا البحرين».
- (2000): عملت في مجلة صدى الأسبوع ككاتبة قصص أسبوعية، حيث كانت لها صفحة خاصة بعنوان «قصص واقعية» واستمرت تكتب في المجلة إلى حين توقفها عن النشر.
- (2000): عملت كصحفية في جريدة الأيام وكاتبة مقالات تهتم بالشؤون الاجتماعية والسياسية والثقافية والتربوية محليا وإقليميا. لها عمود حاليا بعنوان «مفارقات تربوية».
- (2004): كتبت مجموعة من القصص في مجلة «ليالينا» لمدة عام كامل.
- كتبت في مئات القصص والمقالات في الصحف والمجلات داخل البحرين ولا تزال.

### ‌ب. الأعمال الدرامية التلفزيونية
- 2003: تأليف حلقات المسلسل التلفزيوني «بقايا رماد» من إنتاج قناة البحرين الفضائية
- 2005: تأليف حلقات المسلسل التلفزيوني «صور من الحياة» من إنتاج قناة البحرين الفضائية
- 2007: تأليف حلقات المسلسل التلفزيوني "الفجر المستحيل" من إنتاج قناة البحرين الفضائية
- 2009: تأليف حلقات المسلسل التلفزيوني «أيام السراب» من إنتاج قناة إم بي سي
- 2014: تأليف حلقات المسلسل التلفزيوني «هواجس» من إنتاج قناة ابوظبي الفضائية
- تأليف حلقات المسلسل التلفزيوني «حصاد الخريف» (لم يتم إنتاجه حتى الآن)
- تأليف حلقات المسلسل التلفزيوني «قلوب لا تنام» (لم يتم إنتاجه حتى الآن)

### ‌ج. الأفلام
- 2018: كتابة سيناريو فيلم الاحتفال بيوم المرأة البحرينية تحت موضوع مشاركة المرأة في المجال التشريعي والعمل البلدي، والذي تم انتاجه من قبل المجلس الأعلى للمرأة بالرعاية السامية لقرينة جلالة الملك الشيخة سبيكة.
- 2019: كتبت سيناريو فيلم الفائز بجائزة عيسى لخدمة الإنسانية بعنوان «إدهي عزيمة رجل»، والذي كان «مؤسسة إدهي» في باكستان وأشرفت على إنتاج الفيلم.
- 2019: كتبت سيناريو فيلم «عيسى شعلة لا تنظفئ» حول الإسهامات الإنسانية للشيخ عيسى بن سلمان آل خليفة، وأشرفت على إنتاج الفيلم والذي تم عرضه في احتفالية جائزة الشيخ عيسى لخدمة الإنسانية  تحت رعاية سامية من جلالة الملك حفظه الله ورعاه.

### د. الحلقات التلفزيونية والإذاعية
- 2007: استضافة حلقة كاملة من برنامج «كلام نواعم» ً على قناة إم بي سي، حيث شاركت في تقديم البرنامج.
- 2008: إعداد برنامج تلفزيوني بعنوان «حالات» يتناول دراسة بعض الحالات الاجتماعية في البحرين.
- 2013: إعداد برنامج تلفزيوني خاص بعنوان «محطات جامعية» يختص بالخدمات الجامعية التي تقدمها الجامعات في البحرين.
- 2014: شاركت في تصوير حلقة من برنامج تلفزيوني بعنوان «حديث الدار».
- مارس 2014: المشاركة في برنامج إذاعي باسم «أطروحات» حيث تحدثت عن أطروحة الدكتوراه الخاصة بها.
- 12 نوفمبر 2019: تمت مقابلتها من قبل تلفزيون البحرين حول رحلة كتابة وإنتاج فيلم إدهي في باكستان.
- 4 أبريل 2020: المشاركة في برنامج إذاعي باسم «أطروحات» حيث تحدثت عن برامج كلية البحرين للمعلمين وعن نظام التعليم عن بعد الذي تم اعتماده أثناء تعطيل الدراسة بسبب وباء كورونا. الحلقة كانت بعنوان «المعلمون الجدد وإدارة الأزمات».
- المشاركة في العديد من البرامج التلفزيونية التي تتناول الحياة الاجتماعية في البحرين.
- المشاركة في حلقتين من برنامج إذاعي مختص بالقصة القصيرة للكتاب البحرينيين الشباب كناقدة للقصص.
- المشاركة في العديد من البرامج التلفزيونية التي تحدثت عن هموم الدراما في البحرين ودول الخليج.

## شهادات التكريم والتقدير
- 2005: شهادة من قبل وزير الصحة تكريما لجهودها المحلية والدولية في رفع مستوى الوعي حول مرض نقص المناعة (الإيدز) في حفل خاص أقامته الأمم المتحدة ضمن برنامج الأمم المتحدة الإنمائي.
- 2005: الجائزة الفضية من مهرجان الإعلام الخليجي عن حلقة تلفزيونية مكتوبة بعنوان «المعلم».
- 2007: شهادة من قبل قناة البحرين الفضائية خلال إنتاج حلقة تتحدث عن مبادراتها في تطوير الوعي الثقافي  والاجتماعي في المجتمع البحريني، كواحدة من أكثر 20 امرأة مؤثرة في المجتمع البحريني.
- 2009: شهادة من قبل وزير التربية والتعليم بمملكة البحرين لمساهماتها التعليمية في إعداد الطلاب لامتحان دراسة الاتجاهات الدولية في الرياضيات والعلوم (TIMSS)
- 2010: إنتاج حلقة قصيرة عن حياتها من قبل تلفزيون البحرين، حيث استعرضت الحلقة رحلة نجاحها ككاتبة مؤثرة في المجتمع، وتناولت بعض المحطات في حياتها العلمية والأدبية.
- 2015: شهادة من قبل عميد كلية البحرين للمعلمين للمشاركة الفعالة في فريق البحرين لاستراتيجية الثقافة العددية لمدة 3 سنوات، بالتعاون مع وزارة التربية والتعليم وهيئة ضمان جودة التعليم والتدريب.
- 2016: شهادة من عميد كلية البحرين للمعلمين لتنظيم 13 ندوة للتطوير المهني لأعضاء هيئة التدريس بالكلية.
- 2017: شهادة من وزير التربية والتعليم في مملكة البحرين للمساهمات التعليمية والتدريس في برنامج التطوير المهني للمدارس الخاصة.
- 2017: شهادة مراجع أول من المنتدى الأكاديمي الدولي IAFOR للمساهمة في مراجعة أوراق المشاركين في المؤتمر الأوروبي في التعليم.
- 2019: شهادة تقديرية للمشاركة في عضوية لجنة المراجعة العلمية في المنتدى الأكاديمي الدولي IAFOR لمراجعة أوراق المشاركين في المؤتمر الأوروبي في التعليم.
- 2019: شهادة من معهد الشارقة للتراث  للمساهمة في أعمال المؤتمر العلمي «الثقافة الشعبية الحاضر ومسارات المستقبل».

## المساهمات المجتمعية

### ‌أ. محاضرات وورش عمل عامة
- (28 أكتوبر 2014): شاركت في مسابقة بين مدارس البنات الثانوية بمملكة البحرين برعاية وزارة التربية كمحكمة وناقدة في نشاط تحليل القصة الذي أقيم في مدرسة المحرق الثانوية للبنات.
- (8 أغسطس 2015): قدمت ورشة عمل حول كيفية استخدام نماذج التقييم لإثراء جودة التدريب في معهد الامتياز لحلول التدريب بمملكة البحرين.
- (8 أكتوبر 2016): قدمت ورشة عمل حول كيفية تطوير ملف دورات تدريبية ذات جودة في معهد الامتياز لحلول التدريب بمملكة البحرين.
- (5 ديسمبر 2017): ألقت ندوة لنقابة عمال شركة البحرين لسحب الألمنيوم (بليكسكو) بعنوان (كيف تصبحين امرأة ناجحة؟) كجزء من احتفال اتحاد العمال بيوم المرأة البحرينية.
- (26 ديسمبر 2017): نظمت ورشة عمل لأعضاء جمعية نساء البحرين للتنمية البشرية بعنوان (تطوير استبانة علمية)، في سبيل مساعدة الجمعية في تحقيق هدفها المتمثل في تلبية احتياجات الأطفال والنساء في مملكة البحرين.
- (22 يناير 2018): شاركت في ندوة بشركة الترك للإنشاءات والخدمات للفنيين والعمال البحرينيين المستجدين بكلمة بعنوان (الخطوات الأولى للنجاح الوظيفي).
- (30 يناير 2018): ألقت محاضرة لجمعية البحرين بعنوان (أسرار تحقيق التوازن بين العمل والحياة) في مركز عبد الرحمن كانو الثقافي بمملكة البحرين.
- (6 مايو 2018): قدمت ورشة عمل حول المهارات الأساسية لمرشدي برنامج إثراء التابع للمبرة الخليفية حول مهارات التفكير الإبداعي والنقدي في كلية البحرين للمعلمين.
- (7 يناير 2020): قدمت محاضرة لمجتمع البحرين بعنوان (المجتمعات الافتراضية: واقع بديل أم عالم موازٍ) في «مركز عبد الرحمن كانو الثقافي» في البحرين.

### ‌ب. ورش عمل تعليمية
- (18-19-20 يونيو 2012): قدمت ورشة عمل بعنوان (إرشادات إستراتيجية الثقافة العددية بمملكة البحرين) للطلبة والمحاضرين في كلية البحرين للمعلمين حول تطوير مناهج الرياضيات في وزارة التربية والتعليم واستراتيجية الثقافة العددية الجديدة.
- (19 يونيو 2013): قدمت ورشة عمل بعنوان (المنهج الوطني الجديد للرياضيات في البحرين) للطلبة والمحاضرين في كلية البحرين للمعلمين.
- (2 ديسمبر 2014): قدمت ورشة عمل لطلاب كلية المعلمين بعنوان (قضايا تدريس الحساب الذهني).
- (17 مايو 2016): قدمت ورشة عمل للمعلمين بعنوان (البحث الإجرائي لتحسين التدريس) في مدرسة قرطبة الإعدادية للبنات بمملكة البحرين.
- (25 مايو 2016): قدمت ورشة عمل للطلاب بعنوان (10 خطوات لحياة سعيدة) في كلية البحرين للمعلمين بمملكة البحرين.
- (30 مارس 2017): قدمت ورشة عمل لكلية العلوم الصحية في البحرين حول كتابة مؤشرات الأداء الرئيسية لتخطيط مقرر دراسي ذا جودة.
- (27 أبريل 2017): قدمت ورشة عمل لكلية العلوم الصحية بمملكة البحرين بعنوان (وسائل التقييم في التعليم العالي).
- (14 نوفمبر 2017): قدمت مقترحًا بحثيا في ندوة لأعضاء هيئة التدريس في كلية البحرين للمعلمين بعنوان (مبادرات للانضمام إلى معدل 500 نقطة في امتحان دراسة الاتجاهات الدولية في الرياضيات والعلوم TIMSS).
- (23 يناير 2018): قدمت ورشة عمل للمعلمين بعنوان (جدول المواصفات للتحقق من مصداقية محتوى الامتحان) في مدرسة كانو الدولية.
- (30 يناير 2018): نظمت ورشة عمل للمعلمين بعنوان (كيفية كتابة فقرات الامتحان الجيد) في مدرسة كانو الدولية.
- (7 مارس 2019): أقامت ورشة عمل بعنوان (كيفية كتابة امتحان صادق من حيث النتائج) في مدرسة النخيل الخاصة بمملكة البحرين.
- (10 فبراير 2020): قدمت ورشة عمل لكلية العلوم الصحية بمملكة البحرين بعنوان (الإرشاد الأكاديمي).

### ‌ج. عضوية الجمعيات العلمية والثقافية
- عضوية مركز عبد الرحمن كانو الثقافي في البحرين" منذ عام 2002
- عضوية المنظمة الدولية للفن الشعبي منذ عام 2015
- عضوية مركز خبراء التميز البحثي الأكاديمي من عام 2017
- عضوية مجلس أمناء منتدى البحرين للكتاب منذ عام 2017
- عضوية مجلس الآباء والمعلمين بمدرسة عبد الرحمن كانو من 2017 إلى 2019
- عضوية أسرة أدباء والكتاب منذ عام 2018